# Cloonanaha
Cloonanaha (Iers: Cluain an Fhathaigh), ook wel Clounanaha is een gehucht en townland in County Clare, Ierland.
Het gehucht Cloonanaha ligt aan de R460, de weg tussen Milltown Malbay en Inagh. Het heeft een klein school genaamd Cloonanaha National School. Het maakt deel uit van de katholieke parochie Inagh and Kilnamona. Het Oratory of The Blessed Mary Ever Virgin staat tegenover de school. Dit oratorium kon gebouwd worden dankzij de fondsenwerving van bisschop Fogarty.

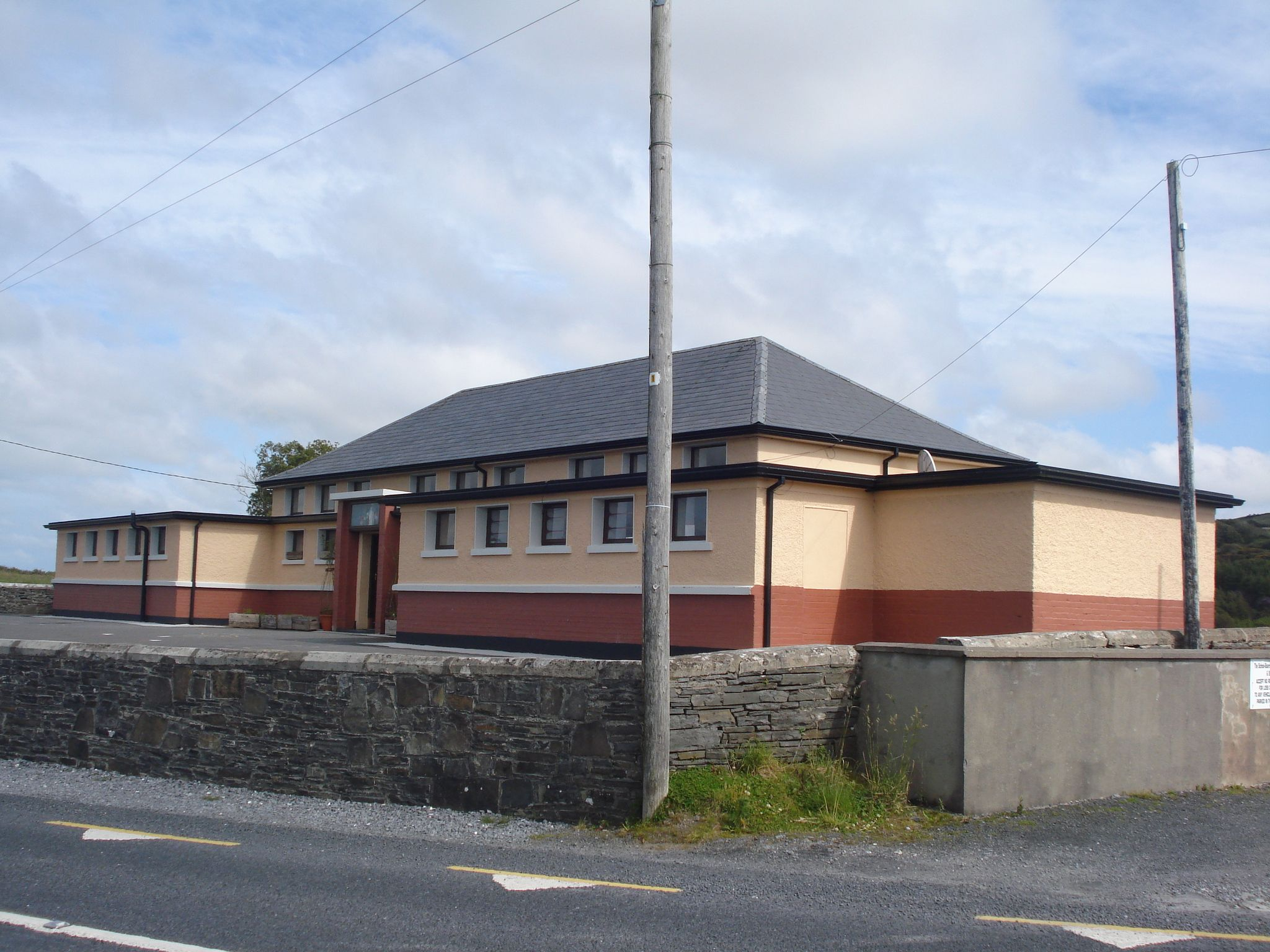
Clounanaha National School
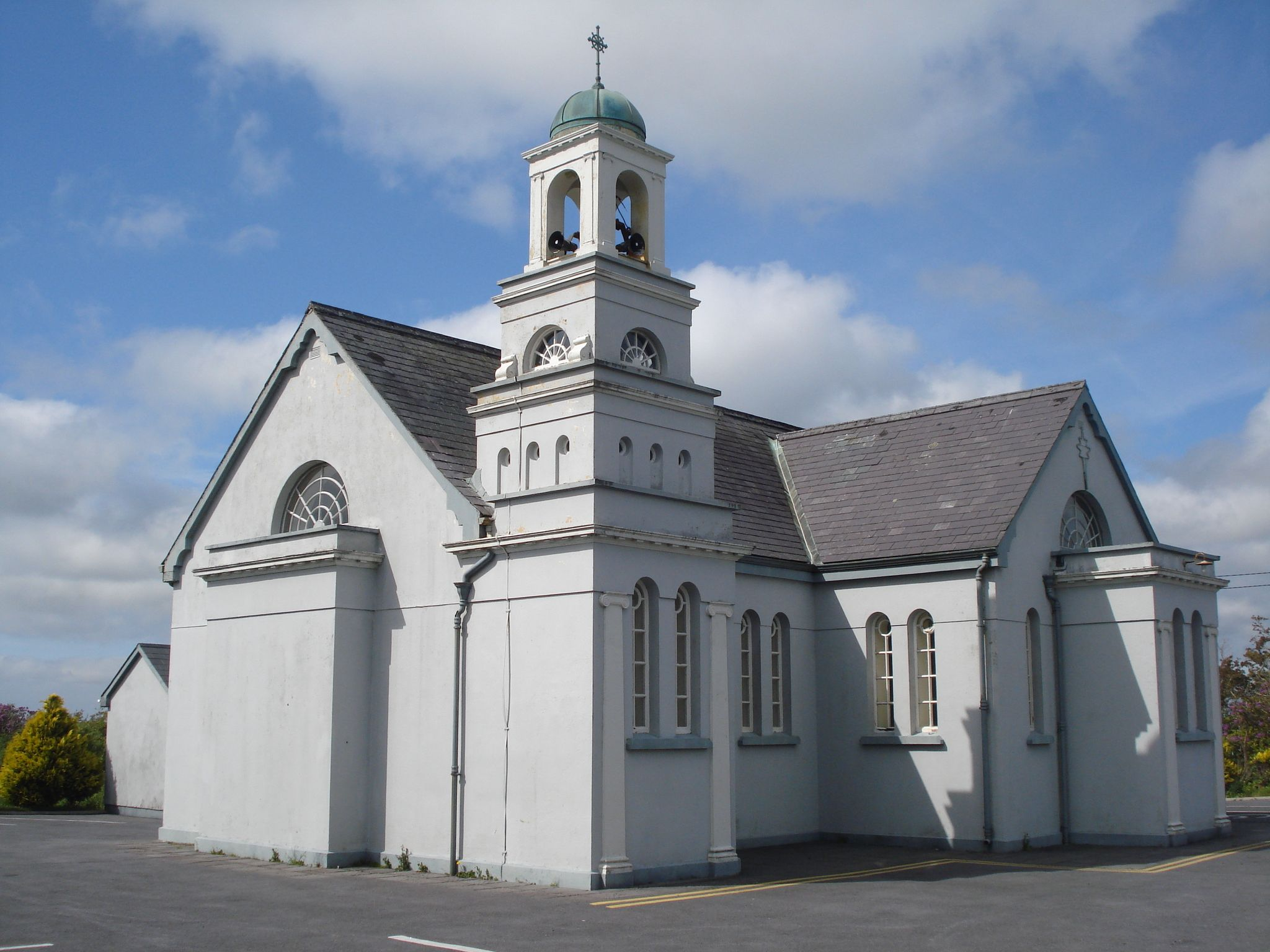
Oratory of The Blessed Mary Ever Virgin